# 亚历山德拉·索科洛夫斯卡娅

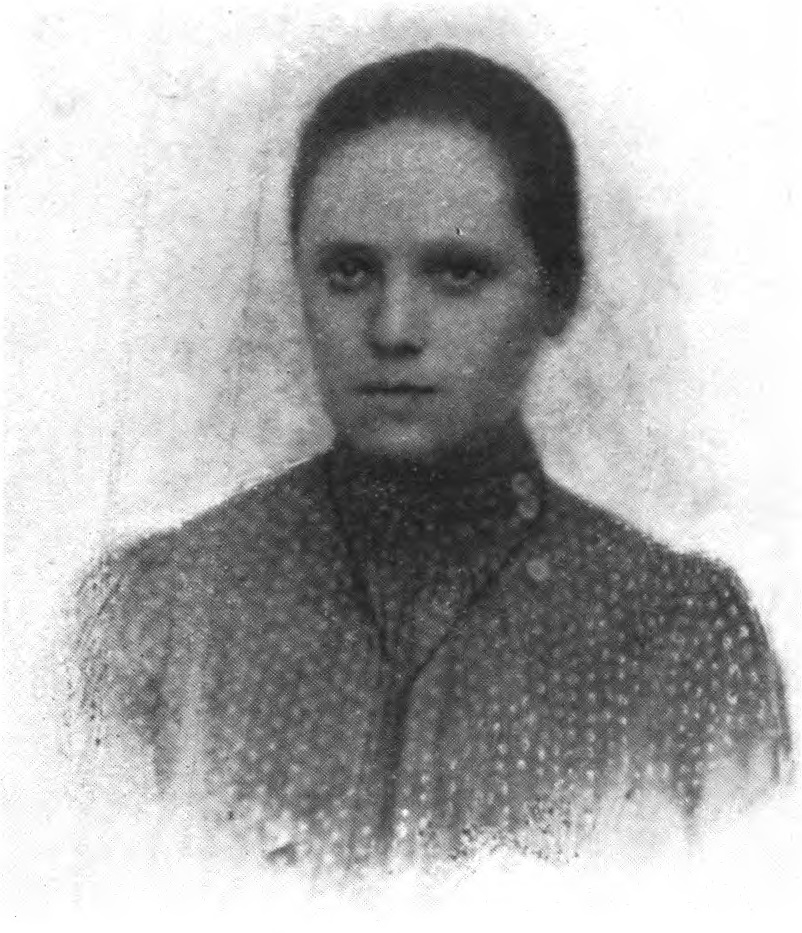
1902年的亚历山德拉·索科洛夫斯卡娅

亚历山德拉·列夫诺芙娜·索科洛夫斯卡娅（俄语：Александра Львовна Соколовская；1872年—1938年4月29日）是俄罗斯的一个马克思主义革命家。她出生于俄罗斯帝国叶卡捷琳诺斯拉夫省上第聂伯罗夫斯克（今属乌克兰第聂伯罗彼得罗夫斯克州）。她是列夫·托洛茨基的第一任妻子，两人于1900年在莫斯科监狱中结婚，他们有两个女儿：季娜伊达·沃尔科娃（1901年—1933年）和尼娜·涅维尔松（1902年—1928年），她们均先于父母去世。在经历了19年多的监禁和流放后，她终于在1917年二月革命中获释。后来，她参与创建彼得格勒共青团，并支持左翼反对派。1934年12月，她被斯大林当局逮捕，随后被送往科雷马劳改营。她大概在1938年4月29日被枪决。1990年3月7日，她被平反。